# Відновна вартість
Відновна вартість (англ. Replacement value) являє собою суму, яка буде потрібна для створення акціонерного товариства. Якщо мова йде тільки про обладнання, то застосування відновної вартості цілком виправдано. Однак, як тільки мова заходить про нематеріальні активи, визначення відновної вартості переходить в розряд суб'єктивного, тобто важко піддається оцінці. Вагому частку вартості сучасних акціонерних компаній, особливо великих, складає вартість торгових марок, брендів тощо. Відновна вартість дуже важлива при оцінці капіталомісткість компаній.

## Обчислення відновної вартості
Відновна вартість обчислюється за формулою: Фв = Фп*In, де: Фп — первісна вартість
In — індекс подорожчання

## Страхування відновної вартості
Якщо предмет страхування пошкоджений, викрадений або втрачений в рамках майнового страхування, виникає питання про те, яку вартість буде замінено страховиком. Витрати на заміну страхувальника є визначальними для страхової вартості.
У страховій галузі «вартість відновлення» або «вартість відновної вартості» є одним із декількох методів визначення вартості об'єкта страхування. Вартість заміни — це фактична вартість заміни предмета або конструкції в стані, що передує втратам. Це може не бути «ринковою вартістю» товару, і, як правило, її відрізняють від «фактичної грошової вартості», яка включає відрахування за амортизацію. Що стосується страхових полісів з майнового страхування, то загальноприйнятим є договірне положення про те, що втрачений актив повинен бути фактично відремонтований або замінений до того, як можна буде сплатити вартість заміщення.

## Відновна вартість в банківській справі
У банківській справі витрати на заміщення відіграють вирішальну роль у оцінці похідних фінансових інструментів. Витрати на заміну тут позначаються як вартість заміщення, а ризик, спричинений його зміною, називається ризиком заміни.  Кредитні рішення повинні призводити до надання внутрішніх кредитних ліній контрагентам, щоб обмежити обсяг бізнесу для кожного окремого контрагента. У випадку операцій з готівкою, внутрішні банківські кредитні лінії називають лімітом розрахунків, всі інші фінансові інструменти бронюються в ліміті для ризику заміщення (ліміт попереднього розрахунку). Сюди входять ф'ючерси, свопи, деривативи або подібні фінансові контракти, в яких доставка базового активу та оплата взамін відкладаються на два торгові дні. Особливий ризик для банків полягає у терміні дії цих фінансових інструментів, оскільки ринкова вартість цих операцій може змінюватися протягом їх терміну дії. Контрагент зазнає ризику дефолту, якщо ці операції мають позитивну відновлювальну вартість, і, з точки зору банку, вимога до контрагента виникає в результаті розвитку ринку. Ліміт називається «лімітом до попереднього розрахунку», оскільки контрагент може виконати дефолт до дати розрахунку. Очікувані витрати на заміну, які також відомі під попереднім терміном кредитні еквіваленти, оприбутковуються.

## Відновна вартість в бухгалтерському обліку
Витрати на заміщення в основному використовуються для амортизації в рамках обліку витрат та результатів діяльності. Заперечення проти класичних методів амортизації полягає в тому, що вони не враховують фактичний знос активів, оскільки амортизація здійснюється за рахунок первісних витрат на придбання або виробництво. Однак інфляційні події, як правило, призводять до зростання ціни предметів, які потрібно придбати протягом строку корисного використання предметів , що підлягають амортизації, а суми, що накопичені внаслідок амортизації, не є достатніми.  Знос вищої відновної вартості призначений для запобігання можливих втрат ресурсів. Ця амортизація до відновної вартості може бути здійснена лише як приписана амортизація, при цьому різниця до амортизації у звіті про прибутки та збитки враховується як інші витрати.
Похідні фінансові інструменти мають активну або пасивну ринкову вартість (також відому як позитивна чи негативна вартість відновлення). Активна вартість відповідає максимальній сумі, яку звітна компанія втратила б, якщо контрагент не виконав зобов'язання. На відміну від цього, пасивна вартість відповідає максимальній сумі, яку контрагент втратив би, якщо бухгалтерська компанія не виконала операцію.

## Відновна вартість в країнах світу
Відновна вартість в Австрії — це загальна, звичайна вартість речі у значенні § 1332 ABGB. Він визначається об'єктивно-абстрактними дослідженнями і базується на загальному та звичайному використанні. Момент часу — це час пошкодження, а також місце, де зазвичай використовується предмет, де потерпіла сторона регулярно проводить ремонт або замінює. Як правило, це буде місце проживання (а не місце пошкодження).
У Швейцарії відновна вартість є основою для визначення вартості речі. Ця вартість відповідає поточній ринковій вартості еквівалентного товару замінника. Заміна в основному розглядається як реституція, внаслідок чого слід розрізняти, чи є це виправданою чи невиправданою річчю. Реституція виключається лише у випадку останнього.
У Франції, за змінні предмети, вартість ремонту може бути стягнута з потерпілої сторони, навіть якщо сума перевищує вартість реалізації, причому вартість заміщення є верхньою межею.
Однак у судовій практиці США про деліктне законодавство загальновизнаних правил розрахунку немає. Хоча деякі суди призначають витрати на відновлення до ринкової ціни речі до пошкодження, інші справедливо називають амортизацію верхньою межею.